# Somatogyrus pilsbryanus
The Tallapoosa pebblesnail, danh pháp hai phần Somatogyrus pilsbryanus, là một loài động vật chân bụng thuộc họ Hydrobiidae. Đây là loài đặc hữu của Hoa Kỳ. Môi trường sống tự nhiên của chúng là sông ngòi.